# Mars 96
La sonda Mars 96 fu lanciata a distanza di circa una settimana dalla sonda spaziale statunitense Mars Global Surveyor il 16 novembre 1996, finì il suo viaggio nell'oceano Pacifico di fronte alle coste peruviane a causa di un problema al quarto stadio del razzo vettore Proton. Per i russi fu una delusione enorme e non da meno fu per gli europei che avevano finanziato strumenti di alta tecnologia e costosi sulla Mars 96. L'orbiter e il lander russi e i diversi esperimenti europei furono irrimediabilmente distrutti nell'incidente.

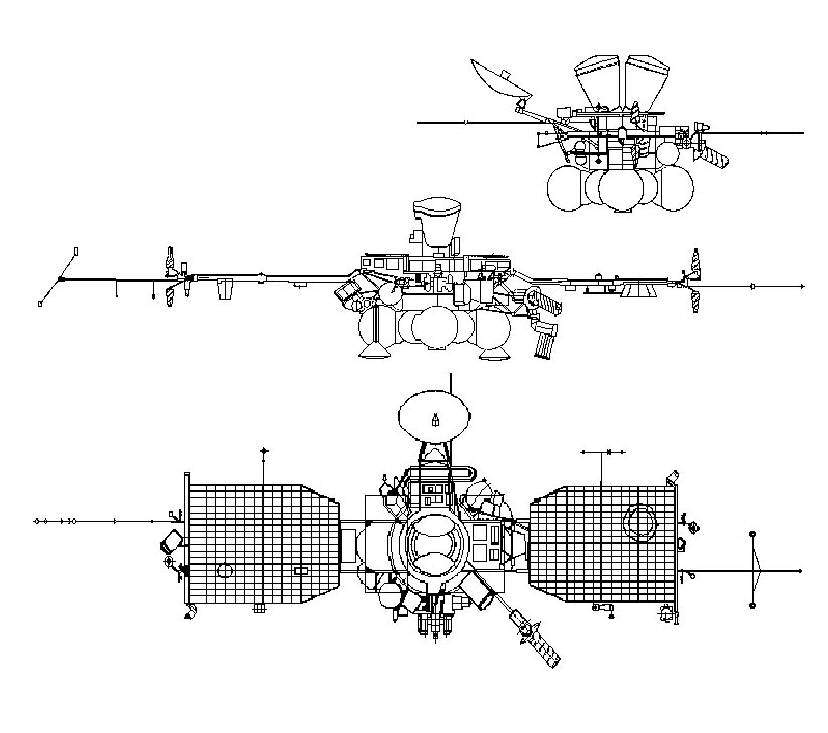
La sonda vista da diversi punti